# 9288 Santos-Sanz
9288 Santos-Sanz eller 1981 EV46 är en asteroid i huvudbältet som upptäcktes den 2 mars 1981 av den amerikanska astronomen Schelte J. Bus vid Siding Spring-observatoriet. Den är uppkallad efter Pablo Santos-Sanz.
Asteroiden har en diameter på ungefär 2 kilometer.